# Perry County (Illinois)
Perry County is een county in de Amerikaanse staat Illinois. De county telt 23.094 inwoners (volkstelling 2000).

## Geografie
De county heeft een landoppervlakte van 1.142 km². Het landschap is grotendeels vlak met enkele heuvels. De Little Muddy River vormt een deel van de oostgrens van de county.
De county telt enkele meren die ontstonden als gevolg van bovengrondse steenkoolwinning.
De hoofdplaats is Pinckneyville.

## Geschiedenis
De county ontstond in 1827 door samenvoeging van Jackson County en Randolph County en is genoemd naar Oliver Hazard Perry, die zegevierde tijdens de Slag op het Eriemeer.
Perry County maakte vanaf circa 1850 een sterke groei door als gevolg van de aanleg van een spoorlijn en de ontdekking van steenkool.

## Bevolkingsontwikkeling

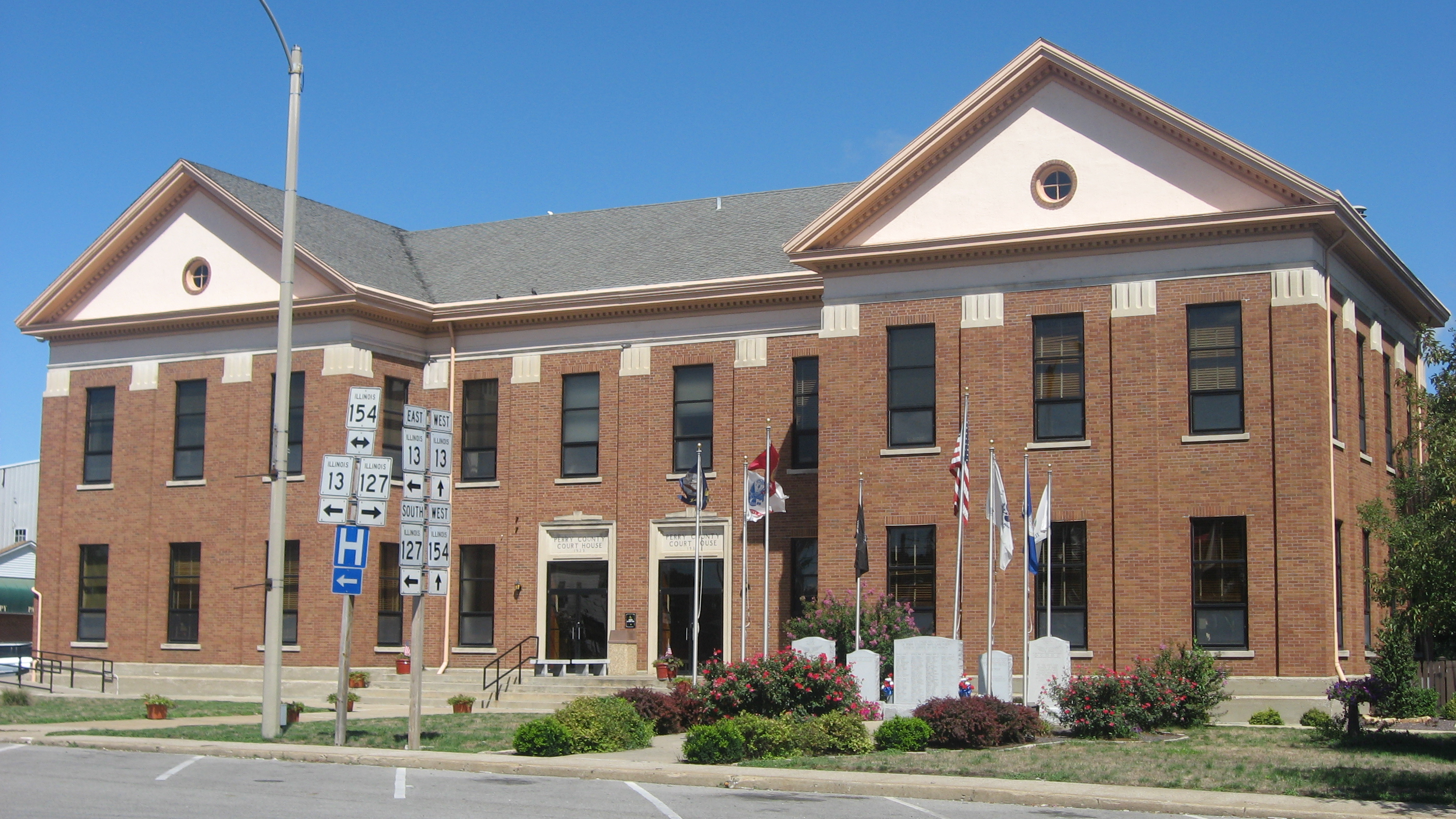
Perry County Courthouse